# Croton hovarum
Espèce
Croton hovarum est une espèce de plantes à fleurs du genre Croton et de la famille des Euphorbiaceae présente à Madagascar.